# Melitaea elevar
Melitaea elevar är en fjärilsart som beskrevs av Hans Fruhstorfer 1917. Melitaea elevar ingår i släktet Melitaea och familjen praktfjärilar. Inga underarter finns listade i Catalogue of Life.